# Joris Tulkens
Georges Raymond Jacqueline (Joris) Tulkens (Diest, 8 december 1944) is een Vlaamse auteur van psychologische, historische en misdaadromans.

## Biografie
Na zijn studies filosofie en klassieke filologie aan de KULeuven werd Tulkens leraar. Hij debuteerde in 1986 met het kortverhaal Streepjes zonlicht in het Leuvense tijdschrift Wel. Vanaf 2000 concentreert hij zich op politieke thrillers en historische romans met een focus op de 16e-eeuwse humanistische kringen.

## Filmografie
- Pa komt altijd terug, IKON tv-film uit 1991, scenario van Joris Tulkens
- De macht van het getal, 1992, BRT tv-film naar het verhaal van Joris Tulkens[3]

- Gemeinsame Normdatei: 172422477
- International Standard Name Identifier: 0000 0000 7908 0955
- Library of Congress Control Number: no90027008
- Nationale Bibliotheek van Tsjechië: jo20191051550
- Nederlandse Thesaurus van Auteursnamen: 073384453
- Système universitaire de documentation: 111332206
- Virtual International Authority File: 26625466
- WorldCat: E39PCjtYcHx4dcrTCfDf7gXkMq